# Sternengasse (Köln)

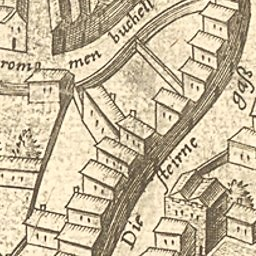
Sternengasse – Kölner Stadtansicht von 1570 des Arnold Mercator („Die steirne gaß“)

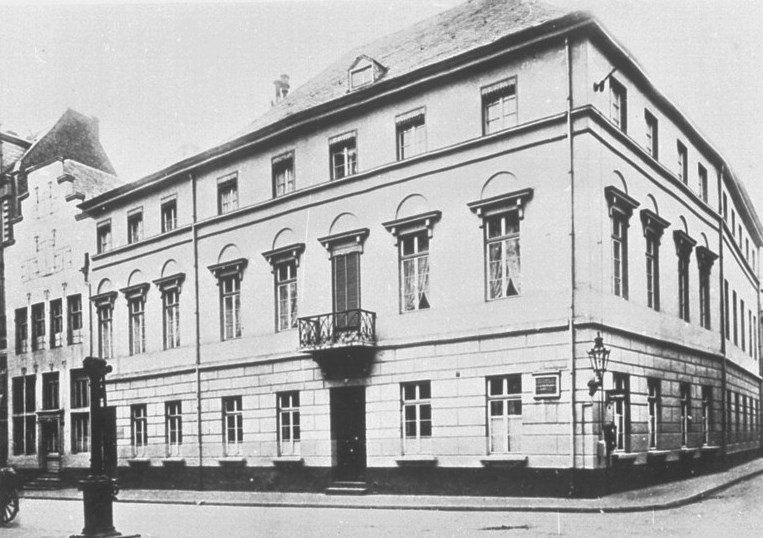
Das alte Herstatthaus – Ecke Hohe Pforte / Sternengasse. Sitz der Bank und Wohnhaus der Familie

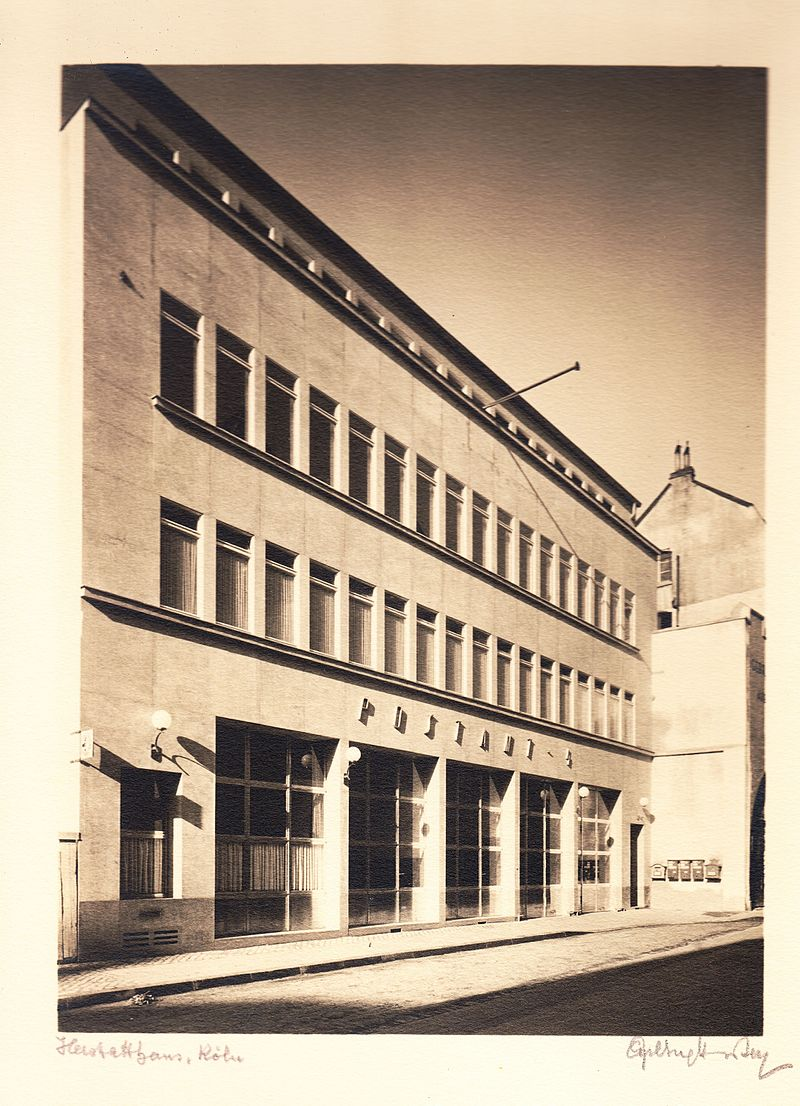
1931, Herstatthaus Sternengasse 1b, Postamt

Sternengasse ist eine geschichtsträchtige Straße in der Kölner Altstadt-Süd. Hier wohnten Persönlichkeiten der Weltgeschichte.

## Lage
Die lediglich 206 Meter lange Sternengasse beginnt am Übergang der Hohen Pforte zur Hohe Straße und endet an der Nord-Süd-Fahrt (der Teilabschnitt heißt hier Neuköllner Straße). Ihre östliche Verlängerung heißt Stephanstraße, ihre westliche jenseits der Nord-Süd-Fahrt ist die Leonhard-Tietz-Straße. Einzige Zufahrtsstraße ist die von Süden kommende Hohe Pforte.

## Mittelalter
Die bereits im Mittelalter gepflasterten Sternengasse verband die Straße Unter Pfannenschläger (heute Teil der Hohe Straße) mit der Kirche St. Peter.
Als Namensgeber der Sternengasse gelten zwei Häuser, die das Wort „Stern“ im Namen trugen. Im Jahre 1296 erwarb der Dominikanerbruder Hermann Sterre (mhd. = Widder, steht für Schafzucht) das Eckhaus Nr. 1, das seit 1307 unter dem lateinischen Namen „ad stellam“ (zum Stern) bekannt ist. Das Haus „zum goldenen Stern“ in Nr. 3 stammte aus dem 14. Jahrhundert, worin seit 1594 Heinrich von Offenberg lebte. Unter dem Namen Gerhard von Sterngassen verbarg sich der Dominikaner Gerardus (Gerhard) Korngin, der in der Sternengasse nachweislich seit 1290 wohnte, in den Schreinsbüchern als „domus pistoris“ (Backhaus) bezeichnet. Korngin heißt hochdeutsch „Körnchen“, denn die große Familie ging dem Bäckerhandwerk nach. Johannes Korngin ist bis 1316 als Lektor in Straßburg bezeugt, seit 1320 Lektor in Köln.
Von dem Konvent „Stollen“ in der Sternengasse sind weder der Gründer noch die Entstehungszeit bekannt, er wurde wohl 1317 von Johannes Stollen errichtet. 1331 stiftete der Patrizier Gumpard Hardefust den von Konrad von Holzheim gegründeten Konvent Holzhem oder Sterren für 12 Personen. Im Jahre 1412 entstand in Nr. 3 das erste Brauhaus „zu den Bretzen“, später hieß es „Im St. Peter“. Ein Schreinsbucheintrag vom 2. März 1436 bestätigte das Eigentum des Reynart Broderman van Durpmunde (Dortmund) in der Sternengasse. Adolf Eichholz, Rektor der Kölner Universität, wurde vor 1490 im Haus „zom kleynen Boum“ (zum kleinen Baum) in der Sternengasse geboren.

### Haus Nr. 10

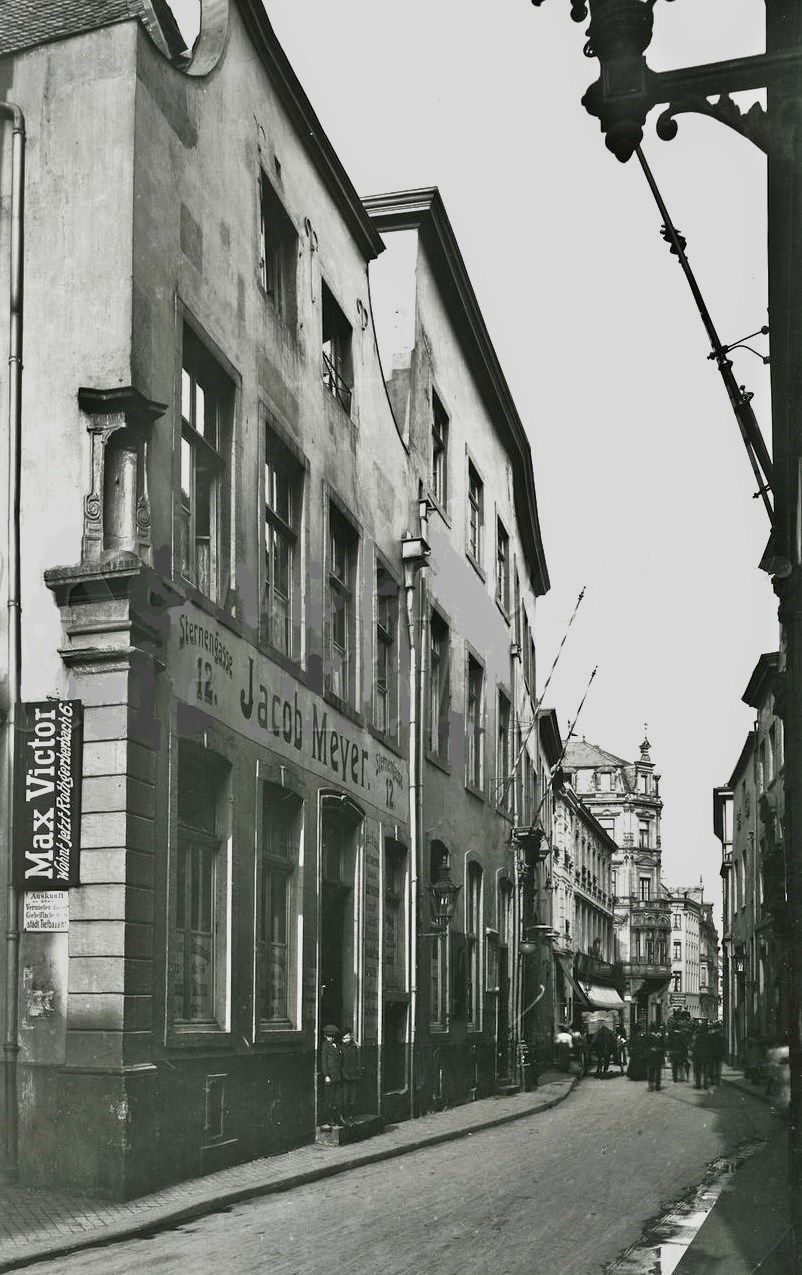
Sternengasse 10 – Rubenshaus, im Vordergrund links Nr. 12 (1910)

Im Jahre 1279 tritt erstmals in Nr. 10 das Haus „zum neuen Bussen“ (zur neuen Büchse) in Erscheinung, das 1422 „zum Raben“ hieß und dem Kölner Bürgermeister Mathias Walrave gehörte. 1453 ging es in den Besitz der Bürgermeisterfamilie Caspar Kannengießer über. Nach einem Bürgerverzeichnis befand es sich 1582 im Besitz der Bürgermeisterfamilie Hildebrand Sudermann. Dessen Tochter Plec(k)trudis Sudermann brachte es durch Heirat in die Ehe mit Bürgermeister Johann Hardenrath ein. Johann Hardenrath starb im Haus am 2. Februar 1630. Johanns Tochter Anna Christina Hardenrath erbte das Haus und heiratete am 14. April 1639 den kaiserlichen Feldmarschall Jost Maximilian Graf von Gronsfeld, der dem Anwesen den Namen „Gro(e)nsfelder Hof“ gab. Anna Christina Hardenrath erbte es 1643 nach dem Tod ihres Gatten. Das Haus blieb bis November 1728 im Besitz der Familie Gronsfeld, die es an den Ratsherren Ludwig von Gall verkaufte, der das Anwesen 1728 renovierte. Von dessen Witwe Adelheid von Gall wechselte es an Franz Joseph Imhof, der es 1790 schließlich an Adam Joseph Schlügen veräußerte.
Der Hof des Grafen Gronsfeld in Nr. 10 diente als Zuflucht berühmter Personen der Zeitgeschichte. Zunächst wohnte im Haus die im Oktober 1568 aus Glaubensgründen von Antwerpen nach Köln geflüchtete Familie des Jan Rubens (damaliger Eigentümer: Hermann Sudermann). Doch die Ehe des Jan Rubens mit seiner Gattin Maria gerät in schwierige Zeiten, denn Jan wird am 9. März 1571 wegen Ehebruchs mit Anna von Sachsen in Siegen verhaftet und in Dillenburg in Haft genommen, von wo er am 10. Mai 1573 nach Siegen gegen Kaution entlassen wird. Dort kam am 29. Juni 1577 Jans Sohn Peter Paul Rubens zur Welt; nach dem 15. Mai 1578 zog die Familie wieder in die Sternengasse. Peter Paul Rubens verbrachte dort seine Kindheit. Nach dem Tod von Vater Jan Rubens am 1. März 1587 wurde dieser an St. Peter begraben, die Mutter zog mit ihren Kindern im März 1589 wieder nach Antwerpen.
Als 1635 Maria von Medici durch Kardinal Richelieu aus Paris vertrieben wurde, reiste sie im Oktober 1641 über Dover, Vlissingen und Dordrecht ins Kölner Exil. Hier bekam sie durch den Rat der Stadt Köln zunächst im Haus „zum Paradies“ in der Brückenstraße eine Wohnung zugewiesen. Die „verwittibte Königin auß Frankreich“ zog am 12. Oktober 1641 gegen Abend durch die Eigelsteintorburg in die Stadt. Bereits vier Tage nach ihrer Ankunft beschwerte sich die verschwenderisch lebende Maria über ihre ärmliche Unterkunft. Am 18. November 1641 erhielt sie von Gronsfeld die beste Wohnung in der Sternengasse Nr. 10. Das Herrenhaus bot hinreichend Raum für die Königin sowie deren Gefolge und Dienerschaft. Marias Leibarzt Jean Riolan kam im Januar 1642 nach Köln und meldete im Mai 1642, dass Maria sich bereits Maultiere für die Fahrt nach Paris besorgt habe. Doch im Juni 1642 befiel sie eine bedrohliche Krankheit. Sie starb in Köln an einer Wundrose am 3. Juli 1642. Nach einer Legende wurde ihr Herz in der Dreikönigenkapelle des Kölner Doms, ihr Leichnam am 8. März 1643 in der Königsgruft von St. Denis beigesetzt. Sie hinterließ „zu dankbarem Angedächtnis“ dem Rat der Stadt Köln ein auf Holz gemaltes Marienbild mit Reliquien, weitere Gegenstände gingen testamentarisch an die Kölner Karmeliter.
Zwischen Rubens und Medici gibt es außer dem gemeinsamen Wohnhaus in Köln eine weitere Verbindung. Peter Paul Rubens malte zwischen 1621 und 1625 den 24 Gemälde umfassenden „Medici-Zyklus“.

### Haus Nr. 25

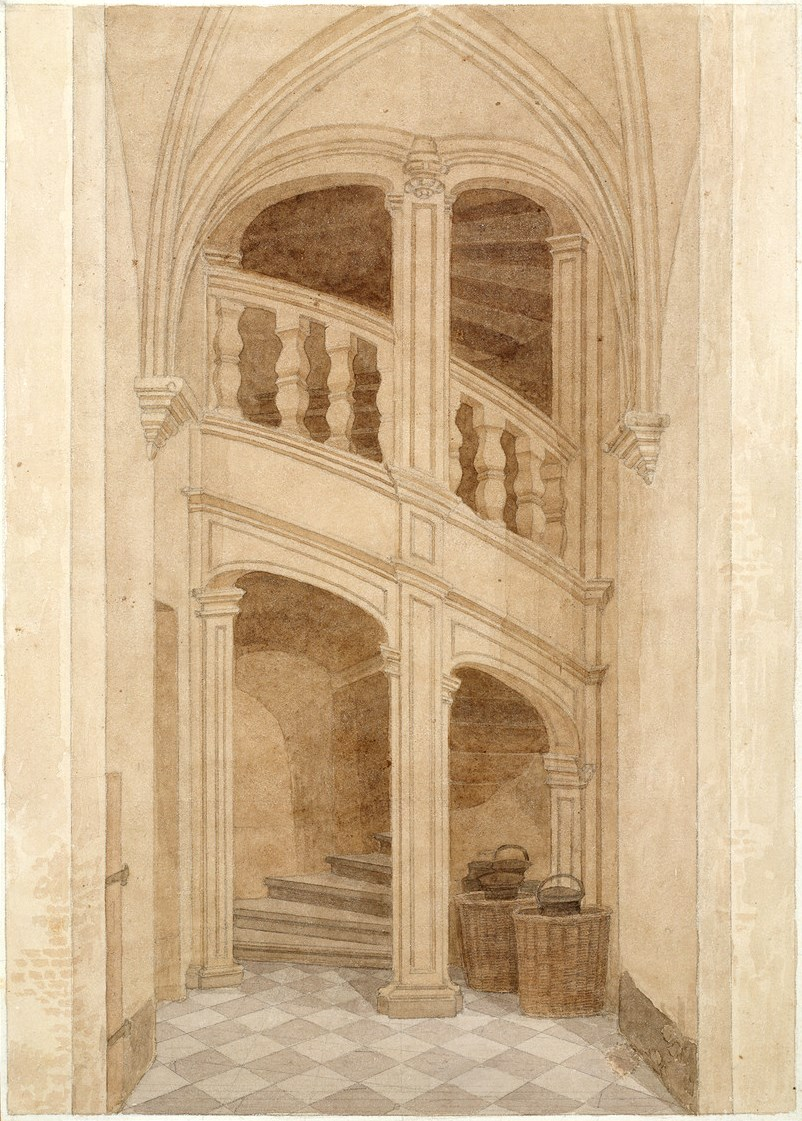
Sternengasse 25 – Johann Peter Weyer, Treppenturm des Jabacher Hofes, aus: Kölner Alterthümer, Band XXVIII, 1853, Zeichnungen von architectonischen Details in Cöln, Tafel 33, Köln

Sternengasse 25a – Jabacher Hof, Sternensaal mit zweijochigem Sterngewölbe (1892)

Auf dem Grundstück Nr. 25 befand sich das seit 1330 bezeugte „Guntershaus“. Everhard Jabach (1528–1579) erwarb durch Eintragung in die Schreinsbücher am 3. September 1580 das Grundstück Nr. 25 erst posthum. Der hintere Weingarten hierzu war ihm bereits am 25. Juni 1571 zugeschrieben worden. Damit lagen die Voraussetzungen für den großen Umbau des Jabacher Hofs vor. Dieser fand zwischen 1592 und 1596 statt, denn am Wappen im Turmfenster stand die Zahl 1596, die Kaminplatten aus Eisenguss enthielten die Jahreszahl 1592. Die Einweihung eines der bedeutendsten Kölner Patrizierhäuser fand 1598 statt, der Hof besaß einen 20 Meter hohen Treppenturm mit 84 steinernen oberirdischen und 31 hölzernen Treppenstufen. Er hatte aufwändige Stuckarbeiten, Erker, Holzvertäfelungen und Kunstverglasung. Der 8,40 × 6,20 Meter große Gartensaal erhielt ein prachtvolles Sterngewölbe und wurde zum „Sternensaal“.
Seit 1554 besaß die Pelzhändlerfamilie Jabach in der Sternengasse 25 ein großes Anwesen, welches 1596/98 einen viel beachteten Neubau erhielt. Everhard III. wurde 1618 als Sohn Everhard II. Jabach in Köln geboren. 1638 verlegte er den Sitz des Familienunternehmens nach Paris, stieg dort zum Direktor der Ostindischen Compagnie auf, wurde Direktor der Königlichen Manufaktur und millionenschwerer Bankier. Die Bindung an Köln blieb trotz der Entfernung bestehen. So reiste seine Frau Anna Maria (aus der Kölner Familie De Groote) vor jeder Geburt ihrer Kinder nach Köln, damit der Spross der Familie ein gebürtiger Kölner werden konnte. Das Interesse an der zeitgenössischen Kunst, das bereits sein Vater durch einen Auftrag an Peter Paul Rubens unter Beweis gestellt hatte, verband Everhard III. zusätzlich mit einer Sammelleidenschaft. Als im Jahre 1650 in London die Kunstsammlung des englischen Königs Karl I. versteigert wurde, war der 32-jährige Everhard Jabach einer der Hauptbieter. Im Laufe der Jahre gelang es Everhard, eine der bedeutendsten Kunstsammlungen seiner Zeit zusammenzutragen. Als er schließlich 20 Jahre später aus finanziellen Gründen gezwungen war, diese zu verkaufen, wurde die Sammlung von 101 Gemälden und 5542 graphischen Blättern der größten Meister zum Grundstock für den Kunstbesitz des Louvre. Das hier gezeigte Gemälde von Hyacinthe Rigaud (1659–1743) ist eines von vielen Porträts, die Everhard Jabach bei den Malern seiner Zeit in Auftrag gab (z. B. bei Anthonius van Dyck, Peter Lely, Charles Lebrun u. a.). Rigaud wird es um 1688 in Paris gemalt haben, zu einer Zeit, als er bereits d e r Porträtist der höchsten gesellschaftlichen Kreise geworden war.

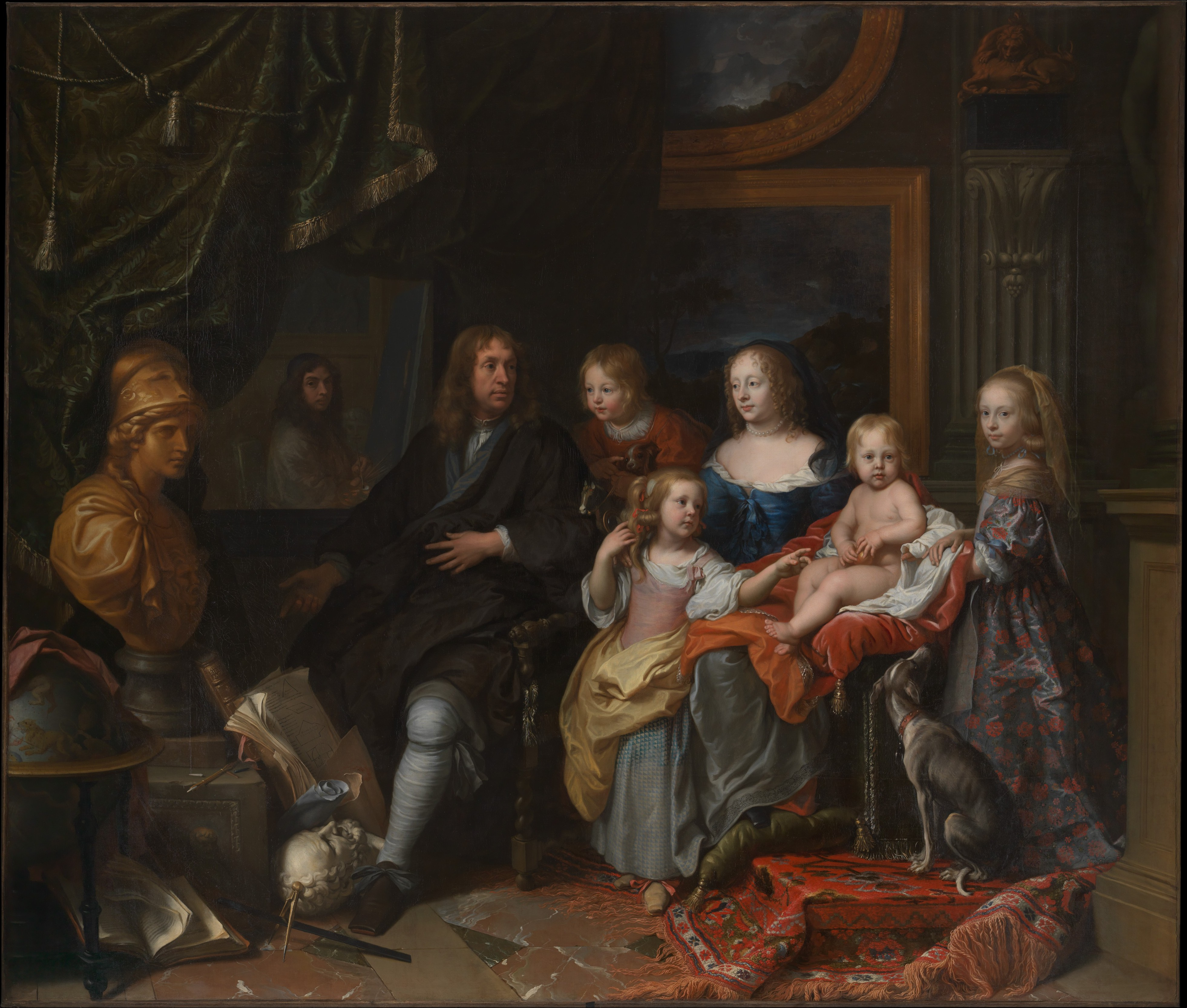
Eberhard Jabach und seine Familie

Am 7. April 1601 erwarb Sohn Everhard II die Nachbargrundstücke (Nr. 25a). Erst ab 1615 nutzte die Familie den Hof auch als Wohnhaus. Alle Söhne bewohnten seither das Anwesen, Eberhard V lebte seit 1680 dauerhaft im Jabacher Hof, den er 1696 zwecks Verwaltung des väterlichen Nachlasses in Paris verließ. Charles Le Brun malte die Familie 1660 auf einem künstlerisch und historisch bedeutsamen Bild mit monumentalen Ausmaßen von 2,33 Meter × 3,25 Meter, erst 1695 kam das Bild nach Köln und schmückte den Jabacher Hof.
Nach dem Tod des Franz Anton Jabach (1695–1761) ging das Eigentum des Jabacher Hofs auf Ferdinand de Groot über, der ihn wiederum der Familie Johann Matthias De Boers von Overen verkaufte, die den Hof am 19. November 1791 an Everhard Oswald Freiherr von Mering (1755–1820) auf 12 Jahre vermietete. Um 1900 ersetzte man den Jabacher Hof durch einen Neubau, wobei nur der unter Denkmalschutz stehende Gartensaal erhalten blieb, der 1943 dem Zweiten Weltkrieg zum Opfer fiel. Das Haus Nr. 25 lag in der heutigen Leonhard-Tietz-Straße auf dem Kaufhof-Gelände.

## Spätmittelalter

### Haus Nr. 12
In Haus Nr. 12 lag das Haus „Moenichshuysen“, worin 1411 das Zunfthaus der Schuster einzog und sich 1465 durch Erwerb des Nachbarhauses vergrößerte; das Zunfthaus blieb hier bis 1797.
Zwischen Oktober 1641 und Juni 1642 kam es auch in der Sternengasse, wohl angestachelt durch Richelieus Provokateure, zu Aufläufen, Tumulten und Schießereien. Die Stadt sperrte auch die Sternengasse tagsüber ab und postierte eine Soldatenwacht vor Maria de Medicis Haus.

## Wechselnde Straßennamen
Die am nördlichen Ende der Hohe Pforte einmündende Sternengasse wurde im Jahr 1225 „sterringazen“ und 1272 in lateinischen Urkunden „platea stellarum“ genannt. Nach 1296 hieß sie „Sterregas“. Die Gasse wurde 1388 in einer Schreinsnote erstmals erwähnt. Arnold Mercator verzeichnete sie in seiner Kölner Stadtansicht von 1570 als „Die steirne gaß“. Während der Franzosenzeit hieß die Sternengasse ab Januar 1813 im „Itinéraire de Cologne“ wörtlich „rue des Etoiles“, sie erhielt 1815 ihren alten Namen zurück.

## Gründerzeit

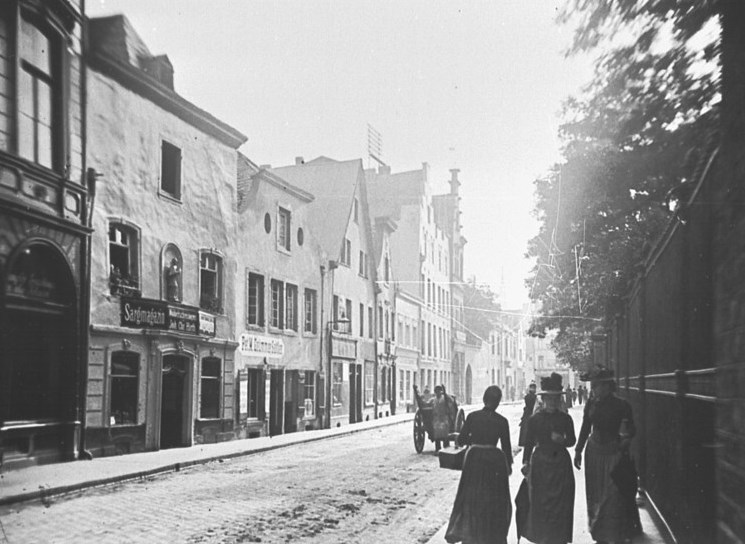
Sternengasse – Häuserfront (1890)

### Haus Nr. 1
Die katholische holländische Familie des Jakob Henot emigrierte wegen der Aufstände in den Niederlanden vor Februar 1571 nach Köln, wo sie in der vornehmen Sternengasse Nr. 1 die Fremdenherberge „zur Britzen“ betrieb. Im Jahre 1578 setzte Seraphin II. von Taxis den Kölner Kaufmann Jakob Henot als zum ersten Postmeister in Köln ein. Seine Tochter Katharina Henot wurde nach Intrigen als Hexe auf dem Melaten-Friedhof verbrannt. Das Bürogebäude Sternengasse 1 zählt zum „Herstatthaus“ (Haus Nr. 1a,1b und 1), welches seit den 1930er Jahren der Familie Deichmann gehört. Der Bankier Artur Deichmann (geb. 1879), einer der acht Enkel des Wilhelm Ludwig Deichmann (1798–1876), bis 1913 Teilhaber Deichmann & Co und bis 1926 Teilhaber Seligmann & Co, war mit Stefanie Deichmann, geb. Herstatt, verheiratet. 
Der Neubau Nr. 10 auf dem Gelände des ehemaligen Rubenshauses fungiert als Fernmeldeamt 2 der Deutschen Telekom.

### Haus Nr. 3
In Nr. 3 zog im Oktober 1856 die Familie des Franz Wilhelm Koenigs mit fünf Kindern ein. Er war damals Handelskammerpräsident in Gladbach und pendelte bis 1860. Im Geyrschen Haus der Familie Geyr von Schweppenburg in Nr. 1 wohnte nach einem Adressbuch von 1846 noch die Rentnerin Agnes von Geyr. Das Nachbarhaus Nr. 3 erwarb im Juni 1877 die Piusbau-Actiengesellschaft, um bis 1880 auf dem Garten durch Heinrich Wiethase einen größeren Versammlungs- und Festsaal in Verbindung mit dem Vorderhaus zu errichten. Hier in Nr. 3 wohnte der Kölner Fabrikant Franz Clouth, wo er am 10. September 1862 die Rheinische Gummiwarenfabrik gründete. Nach deren Umzug 1868 nach Köln-Nippes (Clouth Gummiwerke) ritt er täglich zu Pferde von der Sternengasse in seine Fabrik; die Familie lebte hier bis 1879. Das Haus wurde im Jahre 1911 abgebrochen.

### Haus Nr. 5
Gustav von Mevissen kaufte im März 1842 das Haus Nr. 5, das er 1890 der Stadt schenkte. In Nr. 22 kam im Oktober 1844 der Maler Wilhelm Leibl – Sohn des Kölner Domkapellmeisters Carl Leibl – zur Welt.

### Haus Nr. 9–11
Jean Marie Farina unterhielt in Nr. 9–11 dem Adressbuch zufolge 1855 eine Parfümerie.

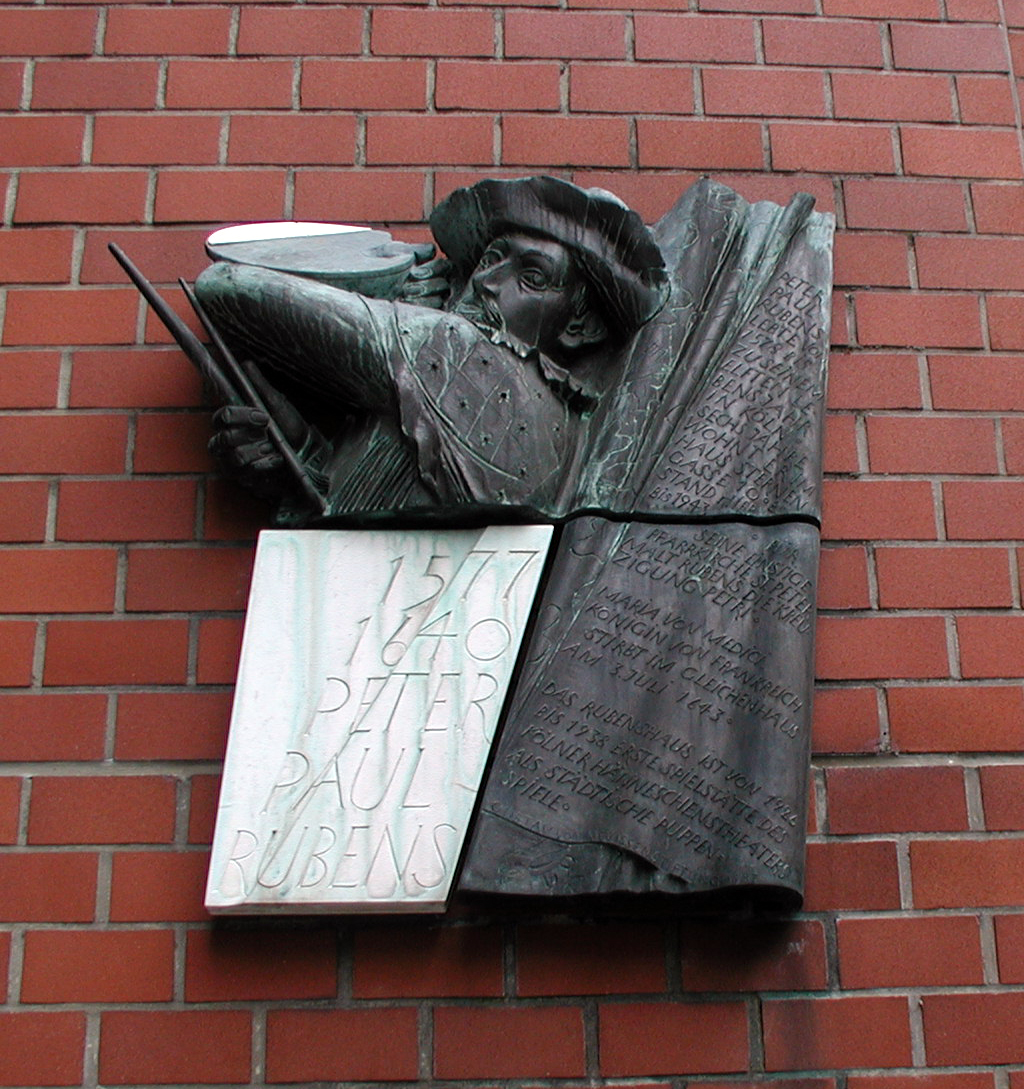
Rubens-Gedenktafel (1987)

### Haus Nr. 10
In Nr. 10 gründete Hermann Päffgen am 15. September 1883 sein Brauhaus, das er bereits 1884 in die Friesenstraße 64–66 verlegte, wo es noch heute besteht.
Ferdinand Franz Wallraf hatte 1822 eine Gedenktafel an Nr. 10 anbringen lassen, wonach Peter Paul Rubens hier geboren sei. Auf der nach den Zerstörungen des Zweiten Weltkriegs 1987 an dem Nachfolgebau angebrachten modernen Gedenktafel heißt es nunmehr, der 1577 geborene Rubens habe „von 1578 bis zu seinem elften Lebensjahr in Köln“ gelebt, davon „sechs Jahre […] im Haus Sternengasse 10“. Den Tod der Maria von Medici in diesem Hause datiert die Tafel leider auf 1643 statt richtig 1642.

### Haus Nr. 12
Am 26. März 1778 trat um 17:00 Uhr der siebenjährige Ludwig van Beethoven zu einem seiner ersten öffentlichen Konzerte als Pianist im „Academie-Saal“ von Haus Sternengasse Nr. 12 auf – dem Haus der Schumachergaffel („Haus Thomberg“). Sein Vater machte ihn in der Ankündigung knapp zwei Jahre jünger („…und meyn Söhngen von 6 Jahren“). Um 1780 erbaute Johann Georg Leydel das Haus Nr. 95, es wurde 1935 abgebrochen.

### Haus Nr. 24
Im Haus Nr. 24 wuchs 1725 der in Köln geborenen Pariser Rokokomaler Johann Anton de Peters auf; seine Schwester betrieb dort einen Kunst- und Musikalienladen.

### Haus Nr. 25
Am 24. und 25. Juli 1774 besuchte Goethe erstmals Köln und bewunderte im Jabacher Hof das Gemälde der Familie Eberhard Jabachs von Le Brun, er kommt im Hotel „Zum heiligen Geist“ (Thurnmarkt 16) unter.

## Neuzeit

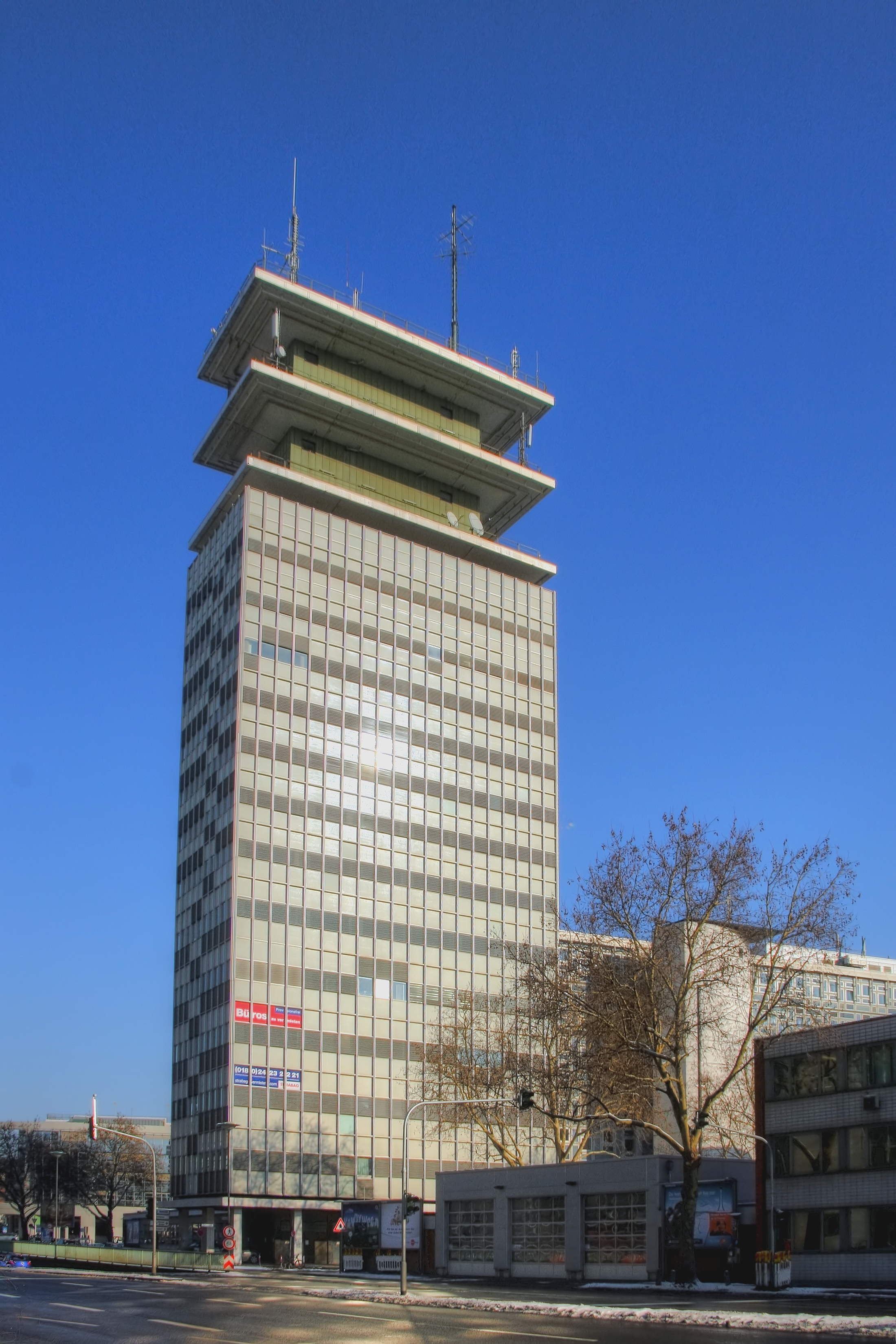
Sternengasse 14–16 – Das ehemalige Fernmeldeamt 1 p(Februar 2010)

Im Frühjahr 1923 weihte der Boxmanager Willy Fuchs in den Rubenssälen (Nr. 10) eine Boxschule ein, die für „Amateure und Profis gegen Entgelt offen“ war und mit Ludwig Neecke einen Trainer besaß. Am 9. Oktober 1926 fand in Nr. 10 die Wiedereröffnung der Kölner Puppenspiele statt. Nach ihrem Umzug am 28. Juli 1938 zum heutigen Standort (Eisenmarkt 2) gab es hier das „Weinhaus Rubens“, das am 31. Mai 1942 den Bomben zum Opfer fiel.

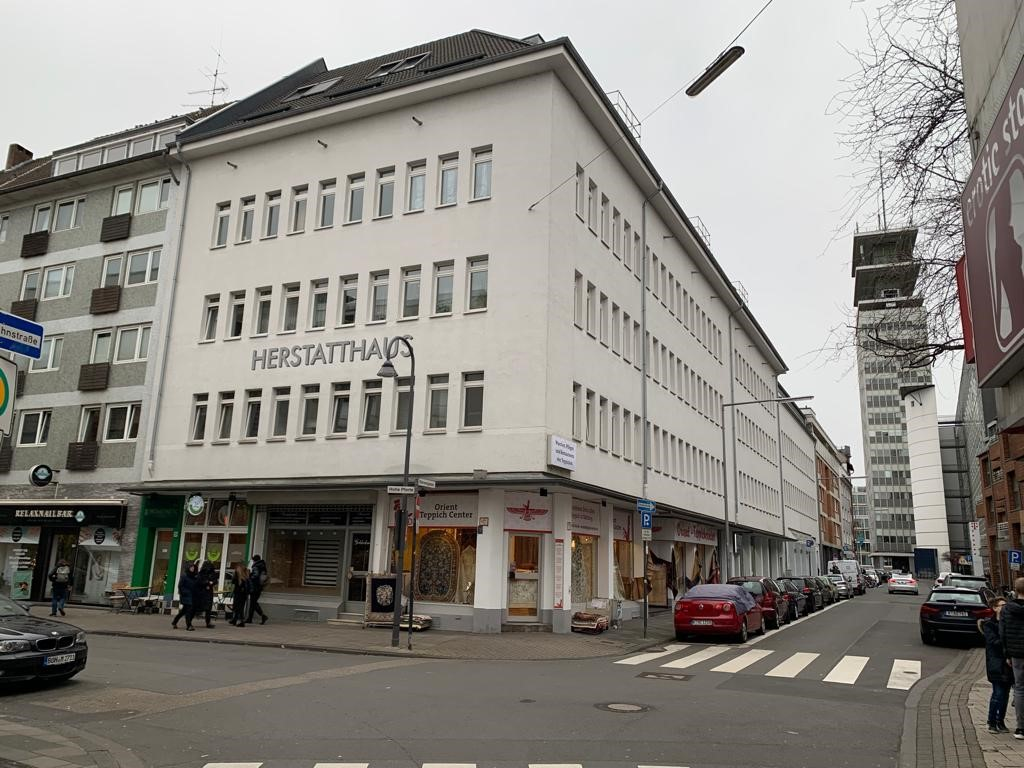
Herstatthaus nach Sanierung

Von der Hohe Pforte ragte das Herstatthaus als Eckhaus in die Sternengasse hinein, wo es in Nr. 1 einen weiteren Eingang besaß. Nach seinem Abriss 1929 entstand 1931 ein neues Herstatthaus an der Hohe Pforte Nr. 29 / Sternengasse Nr. 1 durch Hermann von Berg. Dieses Gebäude wurde im Jahr 2009 durch die Eigentümerfamilie Deichmann aufwendig saniert. Der Steppdeckenfabrikant Arthur Richter begann auf seinem Grundstück in Nr. 83–85 im Jahre 1930 mit der Fabrikation und baute die Firma zur größten ihrer Art im Kölner Raum aus. Sein ehemaliger Hochschullehrer Eugen Schmalenbach beteiligte sich 1944 an der Finanzierung als stiller Gesellschafter und ließ auf dem Grundstück eine Hypothek eintragen. Richter verkaufte das Areal 1950 an die Kaufhof Warenhaus AG (dann Nr. 35), die hier bis 1953/1954 von Hermann Wunderlich ihre Zentralverwaltung einrichten ließ und 1982 bauliche Veränderungen vornahm.
Als der Archäologe Otto Doppelfeld 1947 einen Ziegelschacht im Dom entdeckte, sah man die Legende vom hier ruhenden Herzen der Medici verifiziert. Die Chronik von St. Denis hingegen bestätigt, dass am 28. April 1643 das „Herz der verstorbenen Königin (…) zusammen mit dem Körper überbracht“ wurde. Beim Staatsbesuch von Charles de Gaulle am 5. September 1962 zeigte man ihm, wo im Dom das Herz bestattet sei – das ging ihm zu weit (französisch c'est trop). Es ist davon auszugehen, dass hier nur ihre einbalsamierten Eingeweide ruhen.

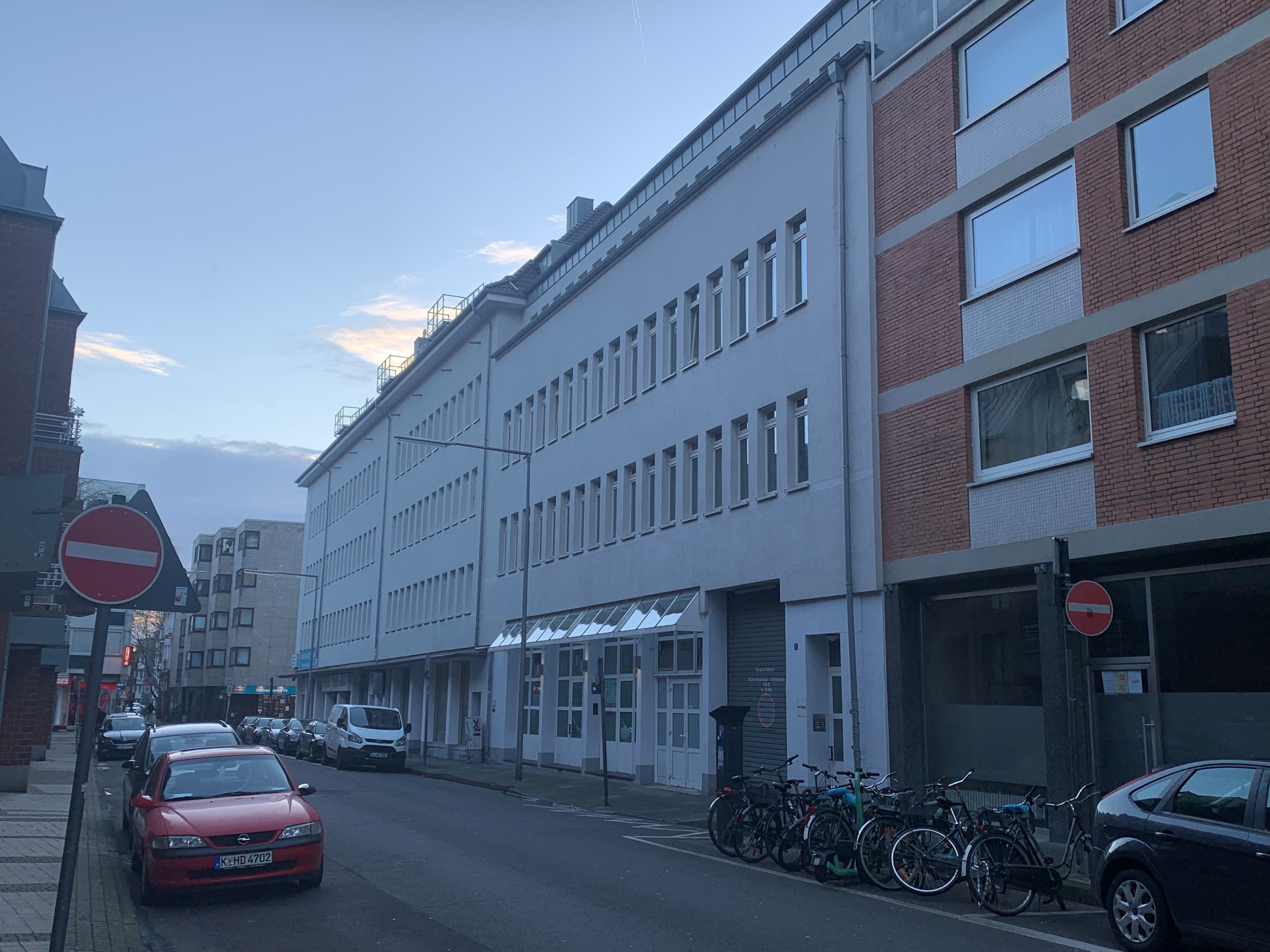
Herstatthaus – Sternengasse 1a, 1 und 1b – Blick in Richtung Hohe Pforte

Als am 11. August 1962 das letzte Teilstück der Nord-Süd-Fahrt zwischen Brüderstraße und Sternengasse fertig war, durchtrennte diese Verkehrsachse die Sternengasse; ihre westliche Fortsetzung erhielt nun den Namen Leonard-Tietz-Straße. Die Sternengasse blieb ihrem Bezug zur Kölner Postgeschichte treu. Auf dem Gelände der kriegszerstörten historischen Anwesen befindet sich auf der Nordseite der Straße in Nr. 14–16 bis zur Nord-Süd-Fahrt sowie begrenzt durch Cäcilienstraße und Hohe Straße das ehemalige Fernmeldeamt 1 Köln der Deutschen Telekom AG. Der Komplex umfasst ein Hochhaus, langgestreckte Verwaltungsbauten sowie Wohneinheiten, Büroflächen und Ladenlokale. Das Hochhaus („et lange Zillchen“) kommt mit seinen 18 Etagen auf 55 Meter Höhe und wurde durch Oberbürgermeister Theo Burauen am 14. Juni 1965 eingeweiht. Vom Fernmeldehochhaus werden heute noch über UKW die Sender Radio Köln, Deutschlandfunk, domradio, Kölncampus, lulu.fm und NRW 1 verbreitet. Detecon verlegte im August 2012 seinen Hauptsitz von Bonn in die Nr. 14–16 und verstärkt die Ansiedlung von Telekommunikationsunternehmen in der Straße.